# Teresa Pastuszka-Kowalska
Teresa Pastuszka Kowalska (ur. 16 marca 1960 w Kolonii Piaski) – polska rzeźbiarka, członkini między innymi ZPAP, Stowarzyszenia Pracowni Twórczych Lubelska 30/32, Stowarzyszenia Stanisława ze Skalbmierza, Towarzystwa Przyjaciół Mazowsza oraz Via Warsovia; nauczyciel dyplomowany, pedagog i wychowawca w Młodzieżowym Ośrodku Socjoterapii MOS SOS nr 1, wykładowca w Wyższej Szkole Ekologii i Zarządzania w Warszawie.

## Życiorys
W 1980 ukończyła Państwowe Liceum Sztuk Plastycznych im. Józefa Szermentowskiego w Kielcach. Jako najlepsza absolwentka roku, otrzymała medal i stypendium na uczelnię w Leningradzie, z którego nie skorzystała.
W latach 1980–1985 studiowała na Akademii Sztuk Pięknych w Warszawie na Wydziale Rzeźby w pracowni Gustawa Zemły. Uczelnię ukończyła z wyróżnieniem. Na co dzień przy projektach współpracuje z mężem, Dariuszem Kowalskim.
Swoje prace prezentuje za granicą m.in.w Syrii, Niemczech, Belgii, Argentynie, we Włoszech, Francji, na Łotwie i Litwie, jak i w kraju.

## Realizacje
Prace w przestrzeni publicznej
- 1986 – Monumentalne płaskorzeźby na bramie Cmentarza Żydowskiego w Warszawie[2]
- 1989 – figury do ołtarza w kościele pod wezwaniem Najświętszej Marii Panny, Sokołów Podlaski
- 1991 – tryptyk Maryja, Zwiastowanie, Narodzenie, na elewacji kościoła pod wezwaniem Św. Stanisława Kostki, Warszawa
- 1996 – Pomnik ks. Jerzego Popiełuszki przed kościołem na Żoliborzu w Warszawie[3]
- 2002 – monumentalne figury Archaniołów, kościół, Zgorzelec
- 2003 – „Pietà” rzeźba, Kundzin
- 2003 – wystrój rzeźbiarski Muzeum Powstania Warszawskiego (współpraca Dariusz Kowalski)
- 2005 – wystrój kaplicy, Szkoła Podstawowa im. Św. Franciszka w Warszawie (współpraca Dariusz Kowalski)
- 2005 – tablica upamiętniająca postać Bolesława Chomicza na warszawskim osiedlu Chomiczówka, w kościele parafialnym pw. Matki Bożej Wspomożycielki Wiernych[4]
- 2006 – rzeźba (wykonana w brązie) upamiętniająca wizytę prezydenta USA Ronalda Reagana w mieście Doylewstone (współautorstwo z mężem Dariuszem Kowalskim)[5]
- 2007 – rzeźba Agnieszki Osieckiej, Warszawa (współpraca Dariusz Kowalski)
- 2007 – Figura Chrystusa, Prezbiterium Kościoła Dzieciątka Jezus, Warszawa (współpraca Dariusz Kowalski)
- 2007 – Figura Chrystusa, Prezbiterium Kościoła Dzieciątka Jezus, Warszawa (współpraca Dariusz Kowalski)
- 2008 – Realizacja rzeźbiarska Prezbiterium kościoła, Gdańsk Chełm, (współpraca Dariusz Kowalski)
- 2009 – płaskorzeźba Matka Miłosierdzia, Dom Sióstr Miłosierdzia, Warszawa
- 2009 – płaskorzeźba monumentalna ,,Sahara”, Warszawa
- 2009 – ,,Brama Dialogu– kultura arabska”, Swaida, Syria
- 2010 – ,,Muzykanci” Pole Mokotowskie, Warszawa
- 2011 – Mozaika JP II, prezbiterium kościoła Dzieciątka Jezus w Warszawie
- 2012 – rzeźba Św. Jana Pawła II, Iwie Białoruś
- 2013 – kompozycja rzeźbiarska, pomnik Św. Jana Pawła II, Urle
- 2014 – Figura Św. Józefa, prezbiterium kościoła O. Pio w Węgrowie
- 2015 – Maryja, figura epitafijna, cmentarz na ul. Wałbrzyskiej w Warszawie
- 2016 – Figura Chrystusa do Kościoła p.w. Matki Bożej Królowej Meksyku Laskach
- 2017 – Figura Chrystusa do kościoła w Cycowie
- 2018 – ,,Pomnik Niepodległości” w Dorohusku
- 2018 – ,,Epitafium Heinricha Schultego w Menden
- 2018 – ,,Pojedynek Bochuna z Wołodyjowskim” w Babicach Starych

## Wystawy indywidualne
- 1987 – Stara Kordegarda, Warszawa,
- 1989 – Galeria Kunst Treff, Worpswede, Niemcy
- 1994 – ,,Pierwiastek żeński”, Galeria Test, Warszawa
- 1994 – ,,Pierwiastek żeński, pierwiastek męski”, Biuro Wystaw Artystycznych, Bydgoszcz
- 1995 – ,,Świątynie naszej codzienności”Galeria Test, Warszawa
- 1997 – Biuro Wystaw Artystycznych, Bydgoszcz
- 1997 – Biuro Wystaw Artystycznych, Płock
- 2002 – Galeria Salon Seat, Warszawa
- 2002 – ,,W brązach i z brązu’’, Galeria Delfiny, Warszawa
- 2003 – ,, Razem i osobno”, Biuro Wystaw Artystycznych, Ostrowiec Świętokrzyski
- 2003 – ,, Między dniem a nocą‘‘ Galeria Otwarte Koło, Wilanów
- 2004 – ,,Barwa i kształt” Art. Office, Warszawa
- 2003 – ,, Impresje praskie”, Dom Kultury Praga, Warszawa
- 2005 – Galeria świątynia Sybilli, Puławy
- 2007 – Galeria Sztuki, Saska Kępa, Warszawa
- 2008 – Muzeum Sportu i Turystyki, Warszawa
- 2010 – Wyższa Szkoła Pedagogiki Specjalnej, Warszawa
- 2010 – ,,Bożej miłości posłańcy”, Duszpasterstwo Środowisk Twórczych, Warszawa
- 2011 – ,,Kochajmy Pragę” Urząd Dzielnicy Praga Północ, Warszawa
- 2012 – ,,11 July”, Menden
- 2015 – ,,XXX– lecie twórczości” DAP Warszawa
- 2015 – ,,Galeria Freta” Warszawa
- 2015 – ,, Gess Kip” Galeria, Düsseldorf
- 2016 – ,, Balast sztuki na Promie”, Warszawa
- 2017 – ,, Z albumu Kowalskich” Prom Kultury, Warszawa

## Wystawy zbiorowe
- 1983 – pokonkursowa na pomnik Wincentego Witosa, Muzeum Etnograficzne, Warszawa
- 1983 – poplenerowa ”Grabki Duże” w Biurze Wystaw Artystycznych, Kielce
- 1985 – Młodzi na rzecz pokoju– Toruń Moskwa, Wenecja
- 1985 – ,,Chopin w Plastyce”– Filharmonia Narodowa, Warszawa
- 1986 – ,,Salon Zimowy” ZAR, Warszawa
- 1986 – Triennale Rzeźby Portretowej, Sopot
- 1986 – Rysunek Rzeźbiarzy, Centrum Rzeźby Polskiej, Orońsko
- 1986 – pokonkursowa ”Odbudowa zabytków Krakowa”, Kraków
- 1987 – XII Przedwiośnie Biuro Wystaw Artystycznych, Kielce
- 1987 – Wystawa medalierstwa, ZAR, Warszawa
- 1987 – ,,Sztuka Młodych”, Biuro Wystaw Artystycznych, Kielce
- 1987 – Galeria Towarzystwa Przyjaciół Sztuk Pięknych, Stara Kordegarda, Warszawa
- 1987 – Biennale Małych Form, Poznań
- 1988 – II międzynarodowe Triennale Sztuki, Majdanek
- 1988 – ,,Twórcy i tendencje” – medalierstwo – Biuro Wystaw Artystycznych, Toruń
- 1988 – Salon Zimowy Rzeźby – Galeria ZAR, Warszawa
- 1988 – ,,Ze snów” Ephraim Palais, Berlin
- 1988 – ,, Piekło”, VIII Biennale Dantego, Rawenna
- 1988 – Mała forma rzeźbiarska, Sofia, Jugosławia
- 1989 – ,, O przestrzeń wolną od wojny”, zamek Książ
- 1989 – ,,Ze snów” Biuro Wystaw artystycznych, Piła
- 1989 – Galeria Kunst Treff, Worpswede
- 1990 – Wystawa Sztuki Polskiej, Worpswede, Niemcy
- 1990 – Międzynarodowe sympozjum Notoro, Orońsko
- 1990 – Międzynarodowe sympozjum Notoro, Zakłady Norblina, Warszawa
- 1992 – ,, Cote cour– cote jardin”, Paryż
- 1993 – Biennale małych Form, Poznań
- 1993 – Zofia Demkowska i jej uczniowie, ASP, Warszawa
- 1994 – ,,Medalierski autoportret, Muzeum Sztuki Medalierskiej, Wrocław
- 1994 – ,,Salon Zimowy”, Warszawa
- 1994 – Autoportret Rzeźbiarski, medalierstwo, Wrocław
- 1994 – ,,Artyści Saskiej Kępy”, Warszawa
- 1994 – BASF, Warszawa
- 1994 – ,,Zwycięstwo ducha nad materią”, Galeria DAP, Warszawa
- 1995 – Salon Zimowy Rzeźby, ZAR, Warszawa
- 1995 – ,,Na ścieżkach pamięci”, Muzeum Sztuki Medalierskiej, Wrocław
- 1995 – ,,Ulica Artystów”, Warszawa
- 1995 – ,,Absolwenci i nauczyciele”Państwowych Szkół Plastycznych, Kielce
- 1995 – ,,W przestrzeni publicznej i prywatnej”, Galeria DAP, Warszawa
- 1996 – ,,Zastygłe w kamionce”, Aktyn Warszawa
- 1996 – Art. Sacre, Sant Severin, Belgia
- 1997 – ,,Dante In Polonia”, Centrum Dantego, Rawenna
- 1997 – ,Dante w sztuce polskiej” Galeria Rzeźby, Warszawa
- 1998 – ,,Tunel czasu”, Galeria DAP, Warszawa
- 1999 – ,,Rzeźba w krajobrazie miasta’, Orońsko, Warszawa
- 2000 – ,,Syndrom milenijnego przełomu”, Galeria Rzeźby, Galeria DAP, Warszawa
- 2000 – ,,Rzeźba w krajobrazie miasta’, Orońsko
- 2001 – ,,Altana ciszy’’, Wilanów
- 2002 – Arte Polaco”, Buenos Aires, Argentyna
- 2002 – ,,Arte Polaco”, Muzeo Metropolitano, Buenos Aires, Argentyna
- 2003 – ,,Szkiełko i oko’’, Galeria Lufcik, Warszawa
- 2003 – Via Warsowia, Dom Chemika, Puławy
- 2003 – ,, Kunst aus Polen”, Kunst Treff, Worpswede
- 2004 – ,,Pontores Contem Poraneos”Galeria, Buenos Aires, Argentyna
- 2004 – ,,Steel forest”, Blue City, Warszawa
- 2004 – ,,Trzy x barok”, Stara Papiernia, Konstancin Jeziorna
- 2004 – ,,Zwycięstwo ducha nad materią– przejście”, Galeria DAP, Warszawa
- 2004 – Via Warsovia, Galeria ”Do trzech razy sztuka”, Warszawa
- 2005 – ,,W pracowniach i ogrodach Saskiej Kępy”, Warszawa
- 2005 – ,, Dziś premiera”, Pruszków
- 2005 – Via Warsovia, Galeria Delfiny, Warszawa
- 2005 – XX lat później, DAP, Warszawa
- 2006 – Warszawski Festiwal Sztuk Pięknych, Warszawa
- 2007 – Via Warsovia, BWA Ostrowiec Świętokrzyski
- 2007 – Arte Polaco, Argentyna
- 2008 – IX Jesienny Salon Plastyki, Ostrowiec Świętokrzyski
- 2008 – ,,Poznaj Zmiany”, Poznań
- 2008 – Wystawa Decentryzmu w Rainhaim, Niemcy,
- 2008 – ,,W poszukiwaniu ukrytej dominacji”, BWA, Ostrowiec Świętokrzyski
- 2008 – ,,Decentryzm’, Muzeum Ziemi Kaliskiej, Kalisz
- 2008 – ,, Decentryzm”, Centrum Promocji Kultury, Warszawa
- 2008 – Via Varsovia, Daugawpils, Łotwa
- 2009 – Via Warsovia, Dom Kultury Polskiej, Wilno
- 2008 – ,,Poznaj zmiany’’, Poznań
- 2009 – ,,Poznaj zmiany’’, Poznań
- 2009 – ,, Między światłem a cieniem”, DAP, Warszawa
- 2009 – ,, Babie lato w Bolewicach”, Boglewice
- 2010 – ,,Przystanek Ratusz”, Via Warsovia, Warszawa
- 2010 – ,,Obsesja czy fascynacja”, DAP, Warszawa
- 2010 – Novotel Garden Gallery, Warszawa
- 2010 – ,,Polski salon sztuki’’, Warszawa
- 2010 – ,, Bożej miłości posłańcy, Duszpasterstwo Środowisk Twórczych, Warszawa
- 2011 – ,,Nad…tchnienie’’, DAP, Warszawa
- 2011 – Nowotel Garden Galery, II edycja, Warszawa
- 2011 – Rzeźbiarze Saskiej Kępy, Warszawa
- 2011 – ,, Zastrzyk sztuki”, Via Warsovia, DAP, Warszawa
- 2012 – Novotel Garden Gallery, III edycja, Warszawa
- 2012 – ,, Nie wszystko na sprzedaż” DAP, Warszawa
- 2012 – Galeria wieża, Warszawa
- 2013 – ,,Rawskie lato ze sztuką”, Rawa Mazowiecka
- 2013 – ,, Ludzki wymiar”, DAP, Warszawa
- 2014 – ,,Pamięć i nadzieja”, DAP, Warszawa
- 2014 – Muzeum im. K. Pułaskiego, Warka
- 2014 – XII jesienny Salon Sztuki’, Ostrowiec Świętokrzyski
- 2016 – ,, Wyzwalająca moc sztuki”, X Zjazd Gnieźnieński, Gniezno
- 2016 – ,, 1050 lecie Chrztu Polski” K&L Gates, Warszawa
- 2016 – ,,Artyści Saskiej Kępy”, Warszawa
- 2016 – ,, Ego” DAP, Warszawa
- 2017 – Wystawa okręgowa ZPAP
- 2017 – I Forum Rzeźby – Mazurkas
- 2018 – Wystawa okręgowa ZPAP
- 2018 – II Forum Rzeźby – Mazurkas

## Nagrody
- 1980 – Medal im. Henryka Czarneckiego dla najlepszego absolwenta roku w Państwowym Liceum Sztuk Plastycznych w Kielcach
- 1986 – Stypendium Ministra Kultury i Sztuki
- 1989 – Nagroda za najlepszą wystawę roku 1987 w Towarzystwie Przyjaciół Sztuk Pięknych w Warszawie (wspólnie z Dariuszem Kowalskim)
- 1997 – stypendium Ministra Kultury i Sztuki
- 2006 – nagroda równorzędna, pomnik filmu ”Rejs”, Toruń
- 2007 – III nagroda, konkurs na pomnik marynarza, Gdynia